# Beierius aequatorialis
Beierius aequatorialis är en spindeldjursart som beskrevs av Max Vachon 1944. Beierius aequatorialis ingår i släktet Beierius och familjen tvåögonklokrypare. Inga underarter finns listade.